# Lista das canções mais executadas no Brasil em 2002
Esta lista contém as dez canções mais executadas nas rádios brasileiras no ano de 2002. A lista foi publicada pela empresa Crowley Broadcast Analysis, que recolheu os dados e divulgou as faixas, de repertório nacional e internacional, mais executadas nas estações de rádio de dez capitais brasileiras durante o ano de 2002, no período de 1º de janeiro até 31 de dezembro.

## Lista
| Posição | Canção                             | Artista(s)      |
| ------- | ---------------------------------- | --------------- |
| 1       | "Carla"                            | LS Jack         |
| 2       | "Toque de Mágica"                  | Pedro & Thiago  |
| 3       | "Epitáfio"                         | Titãs           |
| 4       | "Festa"                            | Ivete Sangalo   |
| 5       | "Tanta Saudade (Heaven Came Down)" | Wanessa Camargo |
| 6       | "Love Never Fails"                 | Sandy & Junior  |
| 7       | "Deixa a Vida Me Levar"            | Zeca Pagodinho  |
| 8       | "Distância"                        | Os Travessos    |
| 9       | "All for Love"                     | Michael Bolton  |
| 10      | "Baba"                             | Kelly Key       |